# Metasia farsalis
Metasia farsalis là một loài bướm đêm trong họ Crambidae.